# Schloss Fügen

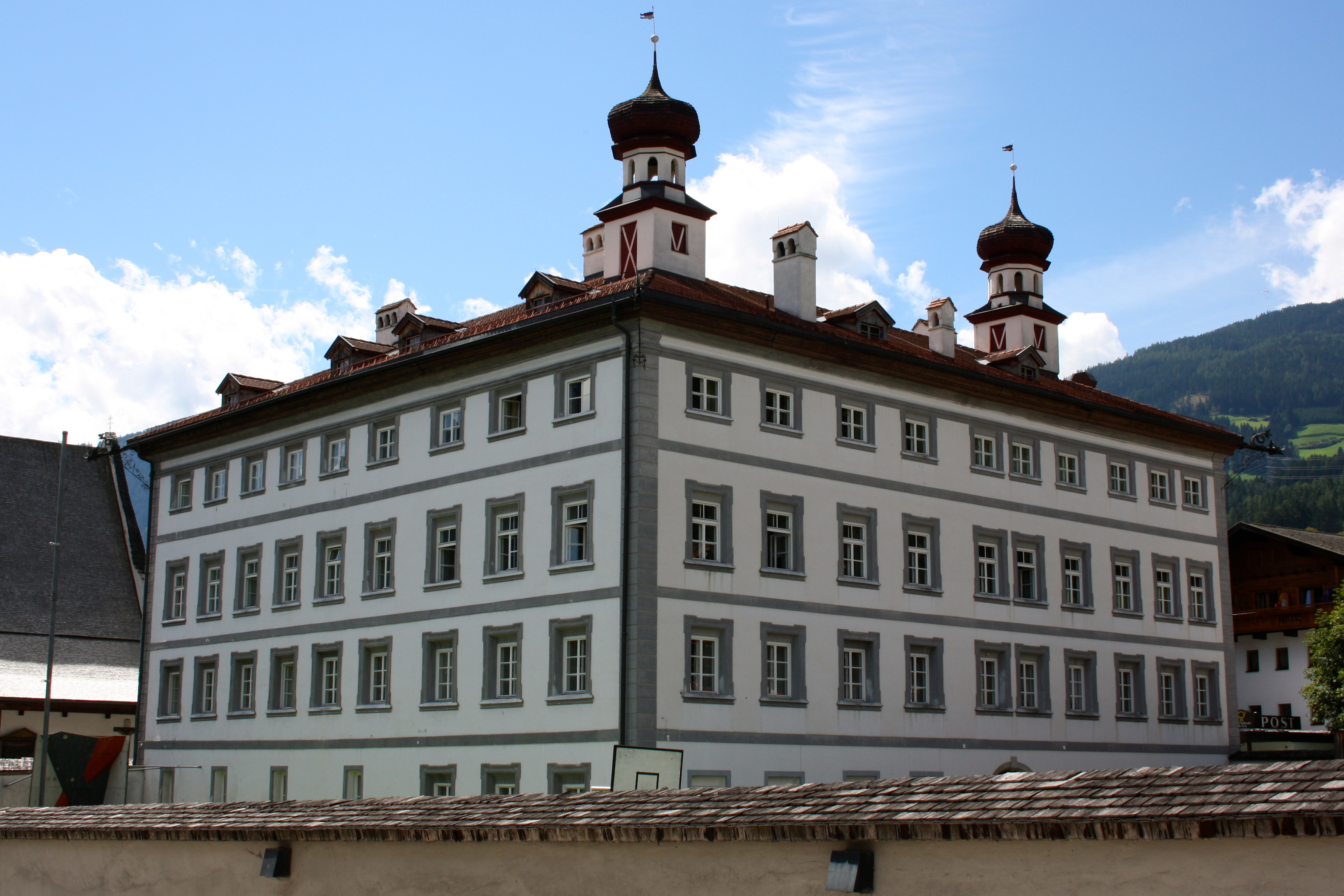
Barockschloss Fügen

Das Schloss Fügen befindet sich in der Gemeinde Fügen im Bezirk Schwaz im österreichischen Bundesland Tirol.

## Geschichte des Schlosses
Die ältesten Teile des Schlosses wurden um 1550 von dem aus Kärnten stammenden Georg von Keutschach errichtet, der auch mit dem Eisenbergbau in dieser Gegend begann und in der Pfarrkirche Maria Himmelfahrt von Fügen begraben ist (Grabstein von 1581). Dieser ließ hier einen Wohnturm erbauen, der mit seinen Schießscharten und einer Spitzbogentür in der Südostecke des Schlosses noch erhalten geblieben ist. Die nächsten Besitzer waren ab 1581 die Schneeweiß aus Arnoldstein, die ebenfalls Eisengewerke waren und mehrere Schmelzhütten errichten ließen. 1651 erwarb Graf Ferdinand Fieger von Friedberg, ein Schwager des letzten Schneeweiß, das Schloss. Zwischen 1695 und 1702 ließen die Fieger das Schloss in ein Barockschloss umgestalten und gaben dem Gebäude seine heutige Form.
Im Jahre 1802 erwarb Nikolaus Graf Dönhoff nach dem Aussterben der Fieger den Besitz und brachte hier im Jahre 1831–1851 eine Nadelfabrik unter, um das vor Ort gewonnene Eisen zu verarbeiten. Anlässlich einer Konferenz des Kaisers Franz I. mit dem Zaren Alexander I. wurde hier 1822 das Lied Stille Nacht, heilige Nacht von der Sängergruppe Rainer erstmals öffentlich vorgetragen.
1926 erwarb der Kapuzinerpater Franz Josef Kramer das Anwesen und richtete dort mit Unterstützung der Tertiarschulschwestern des Hl. Franziskus von Hall in Tirol ein konfessionelles Knabenheim mit angeschlossener, vorerst einklassiger Schule für Buben ein, das sogenannte St.-Josef-Knabenheim bzw. die spätere Bubenburg. Träger der Einrichtung war das 1889 vom Kapuzinerpater Cyprian Fröhlich (1853–1931) begründete Seraphische Liebeswerk. 1939 wurde die Einrichtung von den Nationalsozialisten konfisziert, die hier bis 1943 ein Gauerziehungsheim einrichteten. Die Kinder wurden nach Jagdberg überstellt und das Gebäude der Kinderlandverschickung übergeben. Nach dem Kriegsende wurde das Schloss eine Zeit lang noch von den Alliierten benutzt. Ab 1946 war die Einrichtung St. Josef wieder in das Seraphische Liebeswerk eingegliedert und wurde ab 1949 unter dem Namen Bubenburg als konfessionelles Knabenerziehungsheim betrieben. Den anvertrauten Kindern und Jugendlichen gegenüber wurde in den 1950er bis 80er Jahren von einzelnen Patern und Erziehern körperliche und sexuelle Gewalt ausgeübt.
2012 hat das Seraphische Liebeswerk seinen Namen geändert und heißt seither „slw Soziale Dienste der Kapuziner“. 2016 kaufte die Gemeinde Fügen das Schloss. Heute betreibt das slw unter dem Namen slw Jugendhilfe kleine Wohngemeinschaften für Kinder und Jugendliche, die nicht zu Hause leben können, in Fügen, Strass, Fiecht, Kaltenbach und Münster.

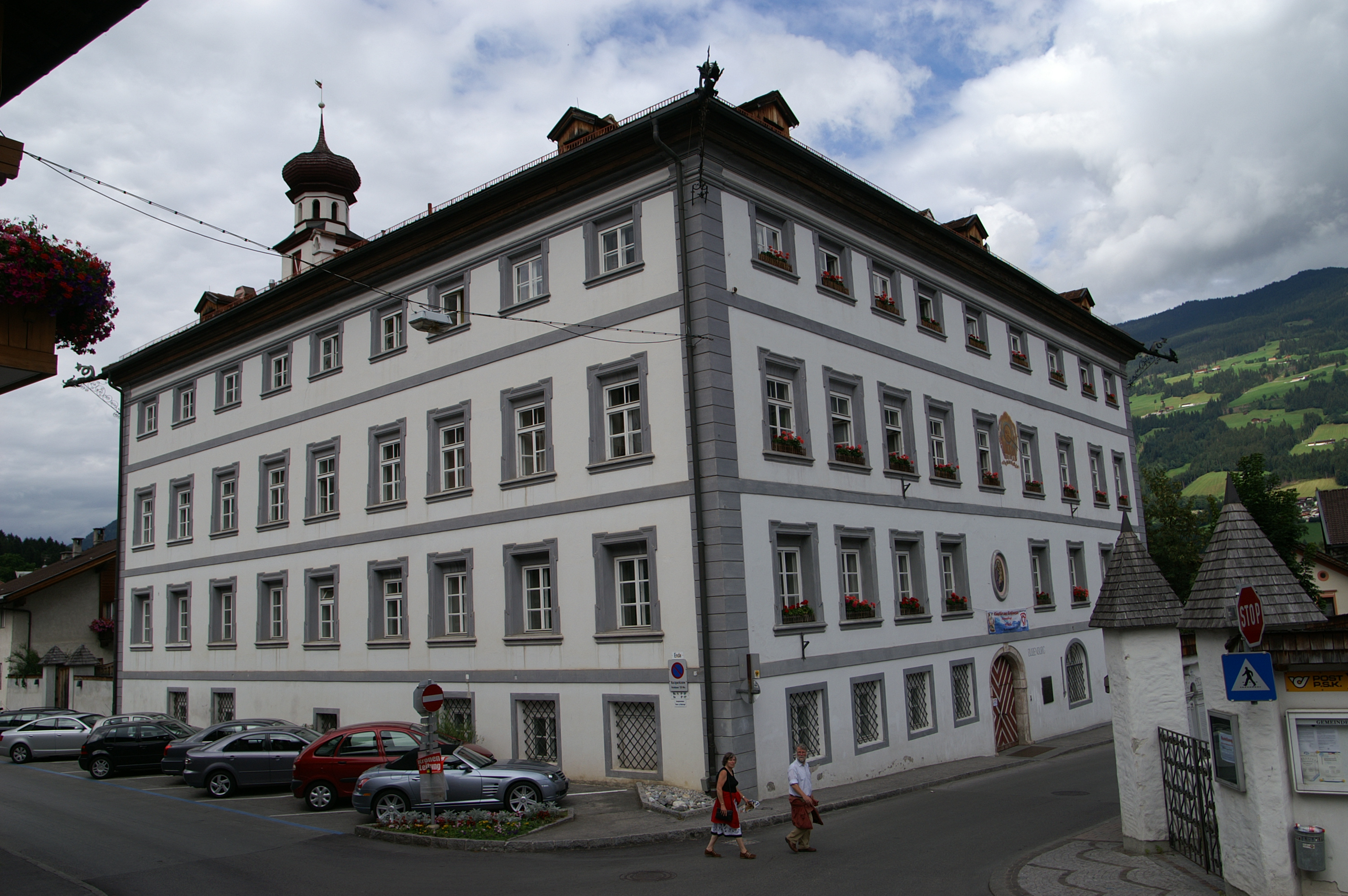
Schloss Fügen

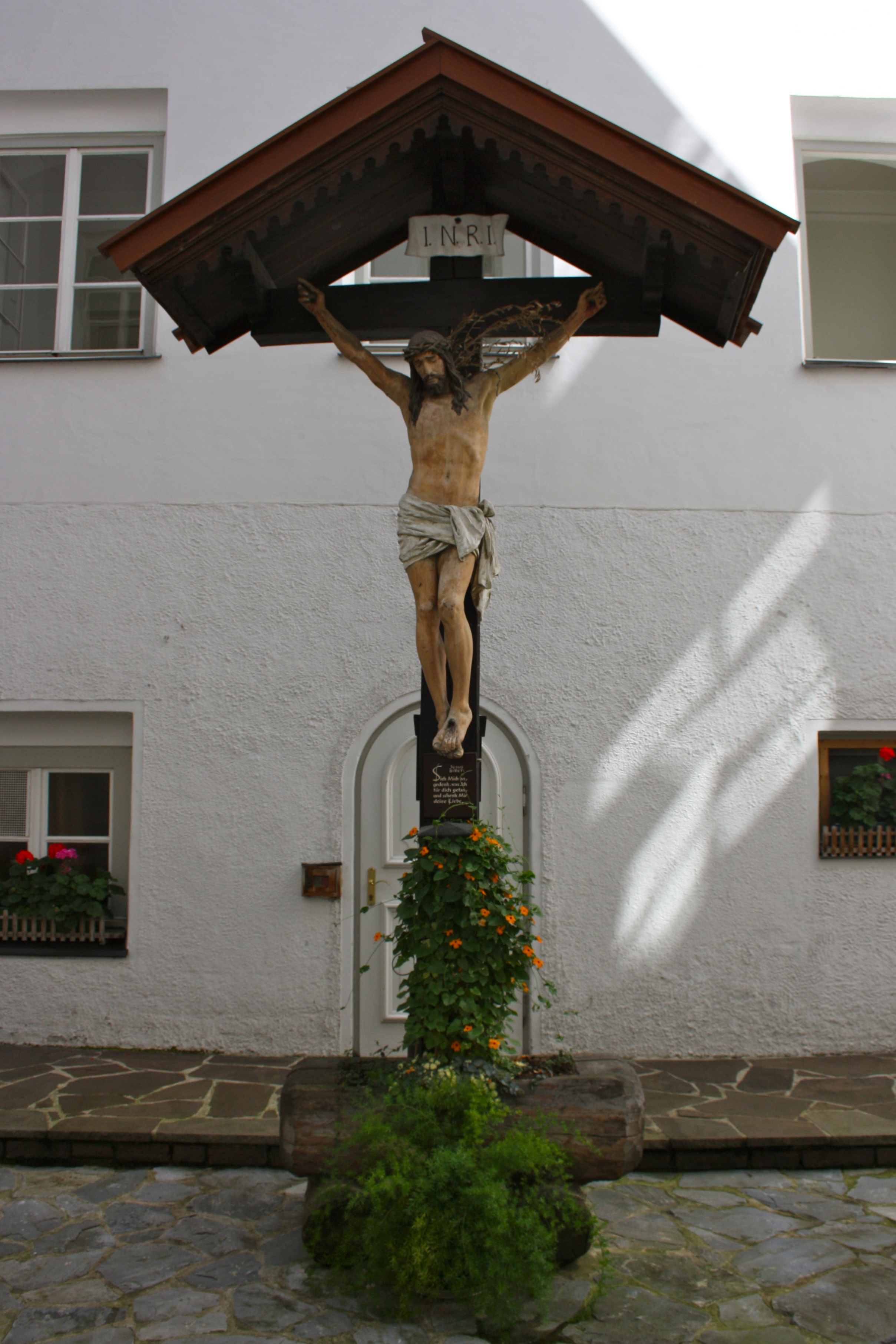
Kruzifix im Innenhof von Schloss Fügen

## Schloss Fügen heute
Das Schloss ist ein vierflügeliger Bau mit zwei Türmchen und einem rotmarmornen Rundbogenportal, die einen geräumigen Hof umschließen. Der Garten wird von einer Mauer mit drei Rondellen begrenzt.
An den nördlichen Dachecken sind haubengedeckte Türmchen angebracht. Die Innenausgestaltung (Decken, Treppen, Türen) ist im Stil des 17. Jahrhunderts gehalten. Die Stiegenanlage besitzt ein barockes Holzgeländer und zeigt das Wappen der Fieger aus dem Jahre 1793.
Die Schlosskapelle stammt von 1681, berühmt ist das hier zu sehende geschnitzte Bild Mariahilf.